# Doctrine of lapse
Doctrine of lapse, den regel liknande danaarv som britterna tillämpade för indiska vasallstater, vilkas furstehus utslocknade. Upphovsman ansågs Dalhousie vara. Genom doctrine of lapse kom ett större antal indiska furstestater att annekteras av de brittiska myndigheterna i Indien. 